# Batalla de Prójorovka
La batalla de Prójorovka fue un enfrentamiento armado que tuvo lugar del 10 al 17 de julio de 1943 en las cercanías de la pequeña ciudad de Prójorovka, en el frente oriental de la Segunda Guerra Mundial; alcanzó su apogeo el 12 de julio. Días antes se habían llevado a cabo enfrentamientos entre ambos bandos, que continuaron después de haberse cancelado la operación Ciudadela. Enmarcada dentro de la batalla de Kursk, este episodio bélico es considerado como el que propició la batalla de tanques más grande de la historia, y fue una etapa fundamental en todo el proceso de desarrollo del plan para rodear al Ejército Rojo en el saliente de Kursk.  
El desenlace de esta batalla puede verse como el resultado de una feroz rivalidad entre las dos facciones en guerra: los nazis lograron algunos objetivos tácticos, pero no lograron alcanzar sus objetivos estratégicos por completo; por su parte, el Ejército Rojo soviético fracasó en el proceso de contraataque para repeler la ofensiva alemana, pero logró defender el campo de batalla y evitar que los tudescos rompieran la línea. Al final, ambos bandos sufrieron grandes pérdidas. En cualquier caso, si bien las del Ejército Rojo fueron mayores, la industria de defensa, así como las grandes reservas estratégicas de recursos humanos y materiales de la Unión Soviética, fueron más que suficientes para compensar esas pérdidas; Mientras tanto, los nazis estaban exhaustos y no tenían más fuerzas de reserva para continuar la ofensiva. 
La derrota en el arco de Kursk puso fin a todas las oportunidades de la Alemania nazi de recuperar la iniciativa estratégica en el frente soviético-alemán: los alemanes cayeron cada vez más en una defensa pasiva hasta el final de la guerra.

## Planificación
Desde el 4 de julio, el Generaloberst Hermann Hoth, al mando del 4.º Ejército Panzer, había estado atravesando campos repletos de minas terrestres y trampas contracarro, hostigados todo el tiempo por la infantería soviética, que se había refugiado en un complejo sistema de trincheras construido previamente a la operación Ciudadela. Después de una semana de encarnizados combates, los atacantes alemanes solamente habían logrado penetrar entre 16 y 25 km dentro del frente, sufriendo fuertes bajas. El II Cuerpo Panzer SS al mando de Paul Hausser había encabezado la ofensiva desde el inicio, apoyado por el XLVIII Cuerpo Panzer a su izquierda, y el III Cuerpo Panzer a su derecha.
Para el final del 9 de julio, los Cuerpos Panzer habían logrado crear un saliente que separaba al 1.º Ejército de Tanques y al 69.º Ejército soviéticos. No obstante, los alemanes habían subestimado las reservas de sus enemigos, ya que el Frente de la Estepa, bajo el mando de Iván Kónev, había quedado en la reserva, listo para llevar a cabo una contraofensiva. Sin embargo, el imprevisto avance alemán obligó a la Stavka a restarle fuerzas al frente de Kónev, y de esta manera, el 5.º Ejército de Tanques de la Guardia (Pável Rótmistrov) y el 5.º Ejército de Guardias (Alekséi Zhádov) fueron transferidos al Frente de Vorónezh bajo el mando de Nikolái Vatutin. En una carrera contra el tiempo, las fuerzas de reserva soviéticas llegaron al pequeño empalme ferroviario de Prójorovka en la noche del 11 de julio de 1943. Se planificó que las fuerzas soviéticas aislarían a los cuerpos alemanes y los destruirían, mientras que el 5.º ejército de carros de la Guardia arremetería de frente al Cuerpo Panzer SS de Hausser. Los tanques de Rótmistrov deberían avanzar rápidamente, ya que no contaban con muchos cañones de artillería para apoyarlos, además, el blindaje de los tanques soviéticos era inferior.
Por su parte, los alemanes pensaban reanudar el avance del XLVIII Cuerpo Panzer hacia su objetivo inicial en la ciudad de Oboyán, mientras el II Cuerpo Panzer SS avanzaría hacia Prójorovka para intentar enlazar con el Destacamento de Ejército "Kempf". El plan consistía en enviar a la 3.ª División SS Totenkopf a fortalecer su posición en el norte del río Psel, mientras que la 1.ª División SS Leibstandarte SS Adolf Hitler avanzaba directamente hacia Prójorovka con el apoyo de la 2.ª División SS Das Reich, que cubriría su flanco derecho.

## Orden de batalla

### Wehrmacht
La principal fuerza germana que participó en la batalla fue el II Cuerpo Panzer SS, compuesto por tres divisiones élite de las Waffen-SS. Este Cuerpo había sufrido un notable desgaste durante la etapa inicial de la batalla de Kursk, y de unos 500 carros de combate y cañones de asalto que estaban operativos a 1 de julio había bajado a casi 300. Sus fuerzas a fecha del 10 de julio eran las siguientes: 
- 1.ª División SS Leibstandarte SS Adolf Hitler, con 59 carros distribuidos como sigue: 4 obsoletos Panzer II, 4 Panzer III de cañón largo, 41 Panzer IV de cañón largo, 4 Tiger y 6 tanques de mando. Además, poseían 20 cañones de asalto de dos tipos: StuG III (un cañón de 75 mm largo sobre el chasis del PzKpfw III) y Marder.

- 2.ª División SS Das Reich, con 63 carros distribuidos como sigue: 33 Panzer III de cañón largo, 15 Panzer IV de cañón largo, 1 Tiger y 7 tanques de mando, además de 7 T-34 capturados. Además, poseían 26 cañones de asalto de tipos Sturmgeschütze y Marder.

- 3.ª División SS Totenkopf, con 83 carros distribuidos como sigue: 48 Panzer III de cañón largo, 7 Panzer IV de cañón corto, 21 Panzer IV de cañón largo, 2 Tiger y 5 tanques de mando. Además, poseían 21 cañones de asalto de tipos Sturmgeschütze y Marder.

Al mismo tiempo, participó en la batalla el Destacamento de Ejército "Kempf" compuesto por el III Cuerpo Panzer y el XI Cuerpo de Ejército (llamado "Cuerpo Rauss"), ya que el 5.º Ejército de Tanques de la Guardia envió hasta su zona varias unidades acorazadas para detenerlos en su intento de cruzar el Donéts por la zona de Rzhavets. En total, el Destacamento "Kempf" contaba con 3 divisiones panzer, un destacamento de tanques Tiger, 3 destacamentos de cañones de asalto y 3 divisiones de infantería, que sumaban 126000 hombres, casi 350 tanques y unos 150 cañones de asalto y cazacarros al comienzo de la batalla de Kursk.
También intervino el XLVIII Cuerpo Panzer, compuesto por 2 divisiones panzer, una división de granaderos panzer (la Grossdeutchland), un destacamento de Panther, un destacamento de cañones de asalto y una división de infantería, que sumaban aproximadamente 535 carros de combate y 66 cañones de asalto al comienzo de la batalla de Kursk.

### Ejército Rojo
La principal fuerza soviética en la batalla de Prójorovka fue el 5.º Ejército de Tanques de la Guardia, al mando del coronel general Pavel Rótmistrov. Estaba compuesto por las siguientes unidades:
- 5.º Cuerpo Mecanizado de la Guardia, con las 10.ª, 11.ª y 12.ª Brigadas Mecanizadas de la Guardia (cada una con aproximadamente 32 tanques T-34 y 16 tanques ligeros T-70) más la 24.ª Brigada Acorazada de la Guardia (63 tanques T-34). En total, 212 tanques y 16 cañones autopropulsados.

- 29.º Cuerpo de Tanques, con las 25.ª, 31.ª y 32.ª Brigadas Acorazadas, con un total de 170 tanques y 21 cañones autopropulsados.

- 18.º Cuerpo de Tanques, con las 110.ª, 170.ª y 181.ª Brigadas Acorazadas, más la 32.ª Brigada Mecanizada de Fusileros, con un total de 190 tanques.

Por tanto, sumando unidades independientes la fuerza nominal del 5.º Ejército de Tanques de la Guardia era de 37000 hombres, 593 tanques y 37 cañones autopropulsados a fecha de 6 de julio. El 11 de julio, con la subordinación de los restos del 2.º Cuerpo de Tanques y el 2.º Cuerpo de Tanques de la Guardia, el número total de tanques subió a 793 (más 37 cañones autopropulsados): 501 T-34, 261 T-70 y 31 carros Churchill de fabricación británica obtenidos mediante la Ley de Préstamo y Arriendo.

## Batalla

Esquema de la batalla de Kursk, la batalla de Prójorovka tuvo lugar en la bolsa Bélgorod-Kursk en el sur.

### 10 de julio
El 10 de julio, en respuesta al cambio en el eje de ataque, el 2.º Cuerpo Panzer SS reasignó la división "Leibstandarte" a la posición central. La tarea de protección del ala izquierda de la que originalmente era responsable fue entregada al "Totenkopf". Antes de que se completara el despliegue, el ejército alemán lanzó un ataque contra Prokhorovka.La División "Totenkopf " atacó el río Pushor temprano en la mañana para asegurar su cabeza de puente en la orilla norte y despejar el área de la amenaza soviética que amenazaría los flancos del ejército de Prokhorovka. Sin embargo, este ataque fue bloqueado. por la 52.ª División de Fusileros de la Guardia soviética (afiliada al 23.º Cuerpo de Fusileros de la Guardia) y el 10.º Cuerpo de Tanques fueron rechazados, pero no lograron establecer una cabeza de puente. A las 10:45, el ejército alemán reanudó el ataque, esta vez invistiendo a todo el ejército. Sin embargo, debido a las fuertes lluvias durante todo el día, las condiciones de la carretera eran extremadamente malas, lo que dificultó la operación de ataque alemana.La División "Totenkopf" intentó una vez más atacar a través del río Pushor y atacó la fortaleza del ejército soviético: la colina 226.6. La división "Leibstandarte" atacó sola en dirección a Plokhorovka para capturarla antes del anochecer. Para ello, la división tuvo que eliminar a los soviéticos en Highland 252.2 y al "Komsomol State Farm" (Совхоз Комсомолец). Fuertemente ortificado con los tanques del 2.º Ejército de Tanques estacionados en las trincheras. La División "Das Reich" custodiaba el ala derecha del ejército.
Esa noche, la División "Totenkopf" finalmente logró establecer una cabeza de puente y capturó la ladera sur de Highland 226.6, pero no pudo ahuyentar a las tropas soviéticas que se encontraban más arriba. La división "Leibstandarte" avanzó 4 millas y también ocupó la colina 241.6 que pasaba a lo largo de la carretera, que estaba a sólo 5 millas de Prokhorovka. En el ala derecha, la División "Das Reich" encontró un contraataque parcial por parte del 2.º Cuerpo de Tanques de la Guardia y  la división "Leibstandarte" continuara avanzando. Hasta esa noche, la división "Leibstandarte" y la división "Das Reish" habían pasado un día entero respectivamente en los flancos izquierdo y derecho sur del 2.º Cuerpo Panzer SS. Por lo tanto, el ejército alemán se redesplegó de nuevo y concentró las dos divisiones SS. La vanguardia del ejército estará flanqueada por otras tropas que asumirán las funciones de guardia de flanco.

### 11 de julio

Unidades alemanas y soviéticas en torno a Prójorovka la noche del 11 de julio.

A las 05:00 horas del 11 de julio, y apoyado por el grueso de las fuerzas de la Luftwaffe, el II Cuerpo Panzer SS retomó el avance. La Totenkopf apenas logró ensanchar ligeramente su cabeza de puente y tomó el pueblo de Kliuchí, pero la Leibstandarte (al completo por fin) avanzó por ambos lados de la carretera hacia Prójorovka con el flanco derecho protegido por el regimiento "Deutschland" de la Das Reich. El 2.º Regimiento de Granaderos Panzer de la Leibstandarte derrotó a la 169.ª Brigada Acorazada, rechazó el contraataque de la 99.ª Brigada de Tanques, avanzó 2 kilómetros, tomó la cota 252.4 y solo pudo ser detenida por las formidables defensas soviéticas alrededor de la granja estatal Oktiabrski. A las 06:30 el 2.º Regimiento de Granaderos Panzer recibió órdenes de avanzar por el flanco derecho del 1.º Regimiento con el apoyo de 4 tanques Panzer VI Tiger, mientras la artillería abría fuego sobre las posiciones soviéticas de la 9.ª División Aerotransportada de la Guardia situadas ante Prójorovka. Esta división no esperaba entrar en combate hasta el día siguiente, pero a las 09.05 de la mañana el 2.º Batallón de su 26.º Regimiento fue atacado por el 2.º Batallón del 2.º Regimiento de Granaderos Panzer de la Leibstandarte, apoyado por tanques Tiger y cañones de asalto. Los paracaidistas soviéticos rechazaron el ataque, y también una segunda arremetida reforzada por el 1.º Batallón del regimiento de granaderos. Pero a las 10:15 el grupo Panzer de la Leibstandarte se sumó al asalto, y finalmente a las 14:00 los atacantes lograron tomar la granja estatal Oktiabrski tras duros combates.
Los soviéticos contraatacaron contra los flancos de la Leibstandarte, primero con la 169.ª Brigada de Tanques y el 26.º Regimiento Aerotransportado de la Guardia, y luego con la 99.ª Brigada Acorazada contra el batallón de reconocimiento que cubría el flanco izquierdo de la Leibstandarte, pero la división rechazó todos los contraataques. Al terminar el día, la Leibstandarte había iniciado la penetración de las defensas de Prójorovka, dañado irremediablemente el 2.º Cuerpo Acorazado (cuya participación en el contraataque soviético previsto debía ahora ser marginal) y ocupado las áreas de concentración del 5.º ejército Acorazado de la Guardia, forzando al general Rótmistrov a reorganizar todo su plan de ataque. Por el contrario, la Totenkopf no había logrado expulsar a la 99.ª Brigada Acorazada del valle del Psel, donde a pesar de estar casi rodeada seguía amenazando al flanco izquierdo de la Leibstandarte; y la Das Reich apenas había logrado avanzar por el flanco derecho, con lo que la Leibstandarte se veía obligada a destacar a su 1.º Regimiento de Granaderos Panzer para cubrirlo. Aún más preocupante, la fuerza acorazada de la división había quedado reducida a unos 60 tanques, 10 cañones de asalto y 20 cazatanques.

### 12 de julio

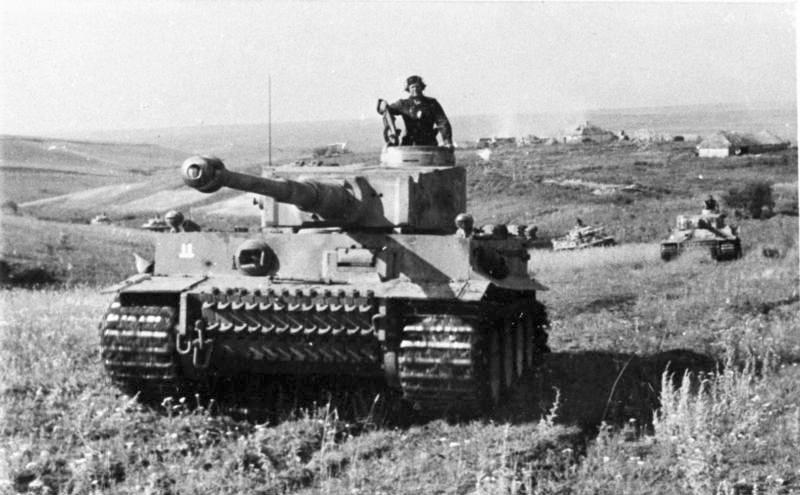
Tanques Tiger I del 2.º Cuerpo de Tanques SS (Alemania) desplegados cerca de Pokhorovka

A las 6:50 de la mañana del 12 de julio de 1943, el 2.º Cuerpo de las SS inició su ataque. En ese momento, el Ejército Rojo soviético también lanzó un ataque contra el ejército alemán. Los aviones de ambos bandos también chocaron entre sí en una feroz batalla aérea. El 2.º Cuerpo de las SS informó "actividad aérea enemiga muy activa [...] a las 7:10" .Por primera vez durante la campaña de Kursk, el número de vuelos de aviones soviéticos superó el número de vuelos de la Alemania nazi en el lado sur del arco de Kursk: el 17.º y el 2.º ejércitos aéreos soviéticos realizaron un total de 893 vuelos, mientras que el 8.º Cuerpo Aéreo alemán realizó 654 vuelos.
El comandante del 8.º Cuerpo Aéreo alemán, el general Hans Seidemann, ordenó a las unidades de la fuerza aérea alemana que se concentraran en la tarea de apoyar al 2.º Cuerpo SS. El 48.º Cuerpo Panzer en el Norte solo recibió apoyo esporádico de los grupos aéreos Jagdgeschwader 3 y Jagdgeschwader 52.La evolución de las batallas aéreas es un factor importante que determina los resultados de los ataques de unidades blindadas de ambos bandos en tierra. Debido al apoyo aéreo inadecuado, el 48.º Cuerpo Panzer rápidamente se convirtió en un objetivo fácil para la fuerza aérea soviética y se vieron obligados a pasar a un estado defensivo. La 11.ª División Blindada informó: "La Fuerza Aérea Alemana llevó a cabo algunas operaciones, pero el lado soviético fue mucho más numeroso, incluidos ataques aéreos con bombarderos en picado".
Para aumentar la presión, el 10.º Cuerpo de Tanques y el 1.º Ejército de Tanques de la Unión Soviética fueron enviados al frente para atacar al 48.º Cuerpo Panzer (Alemania).Sin embargo, la Fuerza Aérea Alemana también organizó una serie de contraataques contra unidades del Ejército Rojo en esta zona. Los bombarderos Heinkel He 111 causaron muchos daños al 69.º Ejército y al 5.º Ejército de Tanques de la Guardia. Debido a la debilidad de las fuerzas aéreas de combate, no se registraron pérdidas en ninguno de los bandos el 12 de julio  El ataque del 48.º Cuerpo Panzer fracasó y el 2.º Cuerpo SS tuvo que enfrentarse al 4.º Ejército de Tanques de la Guardia sin ningún ataque de apoyo. Ambas fuerzas lanzaron continuamente muchos ataques feroces entre sí.
El plan del general Paul Hausser era que la División Skull atacara al norte del río Psyol para expandir el punto de apoyo que el ejército alemán acababa de ganar aquí. La división "Das Reich" y la división de guardias "Adolf Hitler" no participaron en la batalla y permanecieron a la defensiva hasta que la división Skull anunció la victoria.
El ataque del Ejército Rojo comenzó a las 09:15 horas. El general Rotmistrov lanzó 430 tanques y cañones autopropulsados al frente, seguido por 70 tanques más.Este ataque se convirtió rápidamente en un desastre para el Ejército Rojo soviético debido a la gran cantidad de bombarderos en picado Junkers Ju 87 "Stuka", bombarderos Focke-Wulf Fw 190 y bombarderos Henschel Hs 129 antitanque de 37 mm. Los cañones BK 37 Bordkanone de la Fuerza Aérea Alemana pronto aparecieron en el campo de batalla y la tormenta de fuego de estos aviones golpeó inmediatamente las cabezas de los tanques soviéticos.La potencia de fuego de la artillería y los tanques alemanes empeoró aún más la situación y quedó claro que este ataque fracasó rápidamente. El campo de batalla estaba cubierto por un espeso humo que se elevaba desde los tanques soviéticos dañados, lo que dificultaba la observación para ambos bandos. Además, las fuerzas blindadas soviéticas, sin esperar encontrar una feroz resistencia por parte de los alemanes, colocaron negligentemente tanques de combustible justo en el compartimiento del motor, lo que facilitó que los tanques soviéticos fueran fácilmente destruidos por cañones de 37 mm.El comandante de brigada de la 31.ª Brigada de Tanques del 29.º Cuerpo de Tanques informó lo siguiente: "Sufrimos muchas pérdidas de tanques por la artillería enemiga y el fuego aéreo. A las 10.30 horas: nuestros tanques llegaron a la granja estatal "Komsomolets", pero debido al continuo bombardeo aéreo enemigo, no pudimos avanzar más y tuvimos que cambiar a un estado defensivo.  En total, el 5.º Ejército de Tanques de la Guardia (18.º, 29.º Cuerpos de Tanques) y el 2.º Cuerpo de Tanques del Ejército Rojo perdieron 341 tanques en el desastroso ataque de la mañana.
Una de las causas de las grandes pérdidas del Ejército Rojo fue que el sistema de comunicación entre las fuerzas aéreas y terrestres resultó ineficaz.La Fuerza Aérea Soviética no reaccionó lo suficientemente rápido como para evitar acciones repentinas del enemigo. Además, las Fuerzas Aéreas 2.º y 17.º fueron arrastradas hacia la dirección de ataque del 48.º Cuerpo de Tanques (Alemania) y descuidaron cubrir las fuerzas terrestres donde atacó el 2.º Cuerpo de Tanques SS, lo que dejó a las fuerzas aéreas de la Alemania nazi libres para destruir los tanques soviéticos.  El comandante del 31.º Cuerpo de Tanques informó: "La fuerza aérea que nos apoyaba estuvo completamente ausente del campo de batalla hasta las 13:00 horas ".Y el comandante del 5.º Ejército de Tanques de la Guardia, general PA Rotmistrov, se quejó: "La fuerza aérea enemiga voló libremente sobre nuestras formaciones durante toda la batalla; mientras tanto, nuestros aviones, especialmente los aviones de combate, son completamente inadecuados.
El tira y afloja continuó ferozmente en toda la zona del triángulo Prokhorovka - Vasilyevka - Storozhévoye, y se prolongó hasta el mediodía con grandes pérdidas para ambos lados pero sin llegar a un resultado final. Sólo la ciudad de Vaslievka ha sido objeto de enfrentamientos entre los dos bandos tres veces. El pueblo de Bogorodetskoe también fue transferido dos veces de manos del ejército soviético a manos del ejército alemán y viceversa en poco más de 4 horas. En el recodo del río Psyol, cientos de tanques en llamas de ambos lados tuvieron que lanzarse al agua para apagar el fuego. Cuando los tanques se quedaron sin combustible y municiones, el pueblo de Prokhorovka se convirtió en un escenario sangriento para que los artilleros y conductores de tanques de ambos bandos lucharan entre sí con pistolas, bayonetas, dagas e incluso con los puños.Durante esta batalla, la Fuerza Aérea Alemana lanzó más de 600 incursiones, incluidas más de 400 incursiones de ataque con aviones Ju-87 contra tanques soviéticos. Las Fuerzas Aéreas V y XVI (Unión Soviética) también llevaron a cabo nada menos que 1.000 misiones, incluidas más de 600 misiones de ataque IL-2. Había alrededor de 50 IL-2 y sus tripulaciones lanzaban de 7 a 9 misiones por día.
Luchando por la tarde
A las 13:00 horas, el general Hermann Hoth ordenó al general Dietrich von Choltitz, comandante del 48.º Cuerpo de Tanques, que lanzara la 3.ª División de Tanques con 57 tanques Tiger I y 44 tanques Pz-IV como fuerza de reserva final de la campaña para entrar en batalla. darle la vuelta a la situación. Sin embargo, el general von Choltitz actuó con demasiada lentitud y fue necesario hasta las 14:00 horas para llevar la fuerza principal de la división a la línea de salida.Anteriormente, a las 13:30, el 10.º Cuerpo de Tanques, la fuerza de reserva del 5.º Ejército de Tanques de la Guardia (Unión Soviética), acababa de movilizarse desde Stary Oskol y estaba completamente reunido en la orilla norte del río Psyol. A las 14:00 horas, este Cuerpo cruzó el río para flanquear a la 3.ª División de Tanques (Alemania).Desde la estación de Aleksandrovka, a 2 km al noreste de Prokhorovka, Nikolai Fyodorovich Vatutin también movilizó al 5.º Cuerpo Mecanizado de Guardias y concentró tanques activos para contraatacar a las exhaustas divisiones de tanques alemanes. Esta vez, la formación de tanques soviéticos no sólo tenía tanques medianos y ligeros, sino que también contaba con el apoyo adicional de tanques pesados KV-85 con blindaje y potencia de fuego mucho más fuertes. Los tanques Tiger I no pudieron resistir el fuego directo de las balas sabot UBR-265P (УБР-365П) del cañón de 85 mm de largo del tanque soviético KV-85 y tuvieron que retirarse, dejando en el campo de batalla a más de 50 Tiger y PZ- IV. El lado soviético perdió 17 KV-85 y más de 30 T-34 debido al fuego de los aviones de ataque Ju-87, tanques alemanes y cañones antitanques.
La fuerza de reserva del 5.º Cuerpo de Tanques de la Guardia tuvo que desplazarse hacia el sur para contrarrestar el ataque del III Cuerpo Panzer. Debido a la pérdida de estas fuerzas, las esperanzas de derrotar completamente al II Cuerpo Panzer SS por la mañana se desvanecieron. Sin embargo, los alemanes tampoco lograron aprovechar la brecha que lograron el 11 de julio. A pesar de las grandes pérdidas, las fuerzas de tanques soviéticos mantuvieron la línea del frente. En ese momento, el Ejército Rojo cambió de táctica, las batallas de tanques se llevaron a cabo principalmente en espacios reducidos para limitar las bajas, como en la mañana del 12 de julio.La batalla final de tanques duró toda la tarde hasta el anochecer, cuando los soldados en ambos. Los bandos estaban agotados, los tanques supervivientes se habían quedado sin petróleo y casi sin municiones.El general NF Vatutin tuvo que cancelar el contraataque planeado a la mañana siguiente porque ni un solo cuerpo de tanques tenía suficiente munición. A excepción del 10.º Cuerpo de Tanques, a ninguna brigada de tanques le quedaban en servicio más de un tercio de sus tanques.

### 13 de julio
Temprano en la mañana del 13 de julio, las divisiones de tanques alemanas exhaustas y gravemente heridas se retiraron del campo de batalla. A las 8:30 el mariscal Zhukov fue a inspeccionar el campo de Prokhorovka. Durante el viaje de inspección no dijo una sola palabra. El general Rotmistrov, que acompañaba a Zhukov, dijo más tarde que nunca había visto al mariscal tan mudo. En cuanto al mariscal AM Vasilevsky, dijo que el resultado de la batalla le dejó una impresión que le durará toda la vida.
Más tarde en la mañana, el ejército soviético lanzó un poderoso reconocimiento de la 3.ª División SS Totenkopf. Después de la tarde, esta acción se había transformado en un contraataque local por parte del 5.º Cuerpo Mecanizado de Guardias y el 33.er Cuerpo de Fusileros de la Guardia. principalmente apuntando al ala izquierda de la división "Totenkopf" para evitar que atacara Prokhorovka.Al mediodía, la división "Leibstandarte" recibió nuevas órdenes y debía dirigirse al río Pushor al oeste de Prokhorovka para unirse a la división "Totenkopf", pero también se encontró con el 18.º y 29.º Cuerpos de Tanques y el 33.º Fusileros de la Guardia. Fortalezas fuertemente custodiadas del Cuerpo, cuyo ataque fue contenido. Por la tarde, Totenkopf recibió la orden de abandonar la actual estrecha zona de ocupación saliente y retirarse a una posición defendible cerca del río Pushor. Después del anochecer, a pesar de los continuos intentos del ejército soviético de rodear a la división "Totenkopf", esta última se retiró con éxito. Como resultado, la división cedió aproximadamente la mitad del territorio que había capturado el 12 de julio.
En la tarde del 13 del julio, Hitler convocó a Manstein y Kruger a la " Guarida del Lobo " ordenó el fin de la "Operación Citadel",Kruger estuvo de acuerdo con esta decisión, también quería retirar rápidamente el 9.º Ejército del saliente de Kusk. Sin embargo, Manstein discutió con él, creyendo que su reserva de combate, el 24.º. El Cuerpo Blindado ya estaba corriendo hacia la línea del frente. En el camino, el 3.er Cuerpo Blindado estaba a punto de unirse al 2.º Cuerpo Pnazer SS en Prokhorovka. Sus tropas estaban a punto de lograr un gran avance, pero Hitler no estaba de acuerdo con el suyo.Por lo tanto, Manstein propuso en cambio que antes de que la Operación Ciudadela concluyera completamente, al menos sus fuerzas deberían usarse para destruir las fuerzas soviéticas concentradas en el sur del saliente de Kusk, con el fin de consumir su poder de combate que podría lanzar una ofensiva durante el resto del período. verano Hitler estuvo de acuerdo con Manstein y pospuso la fecha de finalización de la "Operación Citadel" hasta que Manstein lograra sus objetivos.La nueva ofensiva del Grupo de Ejércitos Sur tiene como nombre clave "Operación Roland". La división "Das Reich" atacará el este y tomará contacto con el 3.er Cuerpo Panzer que ataca al noroeste, mientras que las divisiones "Leibstandarte" y "Totenkopf" tomarán el frente. Una vez que el encuentro sea exitoso, todas las fuerzas enemigas en el flanco derecho del 2.º Cuerpo Panzer SS, serán rodeadas, y los dos cuerpos panzer trabajarán juntos para destruir las tropas soviéticas restantes en Prokhorovka.

### 14-15 de julio

#### "Operación Roland"

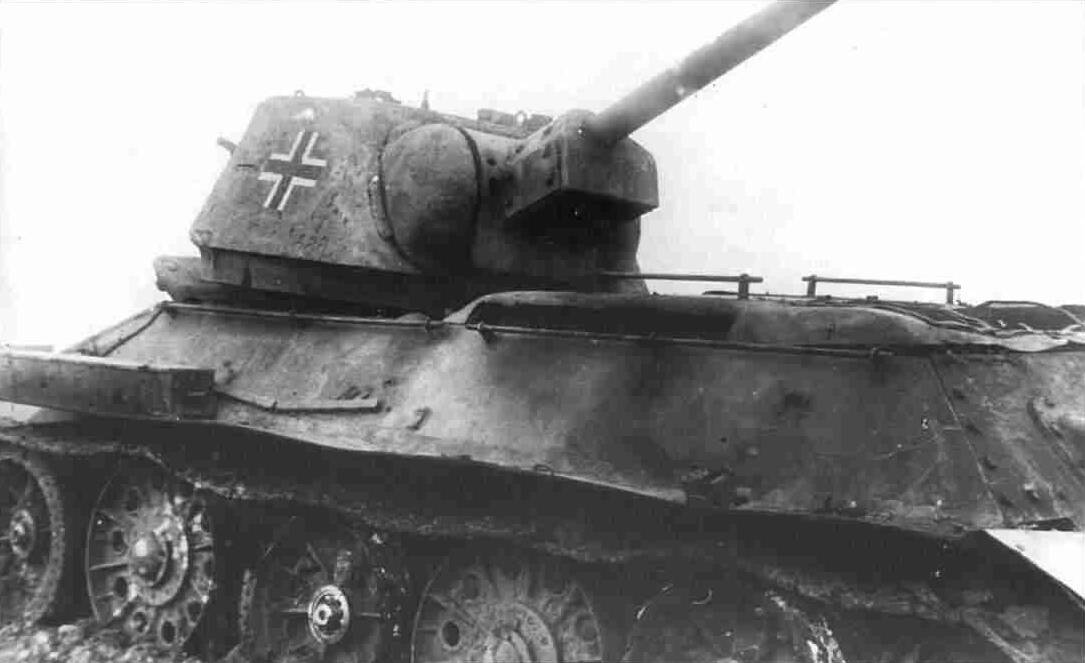
Este tanque T-34 perteneciente a la División "Nacional" fue destruido por la artillería antitanque soviética durante la "Operación Roland".

La "Operación Roland" comenzó a las 4 de la mañana del 14 de julio.Para disgusto de Manstein, Hitler retiró su orden de desplegar el 24.º Cuerpo Panzer en Cusk y lo envió al flanco sur del Grupo de Ejércitos Sur. Ya era previsible que los soviéticos lanzaran una ofensiva a gran escala en esa zona.En la tarde del 15 de julio, la 7.ª División Panzer bajo el "Destacamento de Ejérto Kempf" se unió a la División "Das Reich". Sin embargo, las tropas soviéticas se retiraron rápidamente antes de que se completara el cerco y no se logró el objetivo operativo".La Operación Roland" no logró resultados decisivos.En la tarde del 15 de julio, todas las unidades de la división "Totenkopf" que permanecían al norte del río Psel comenzaron a retirarse, y las divisiones "Leibstandarte" y "Das Reich" se pusieron a la defensiva.

### 17 julio

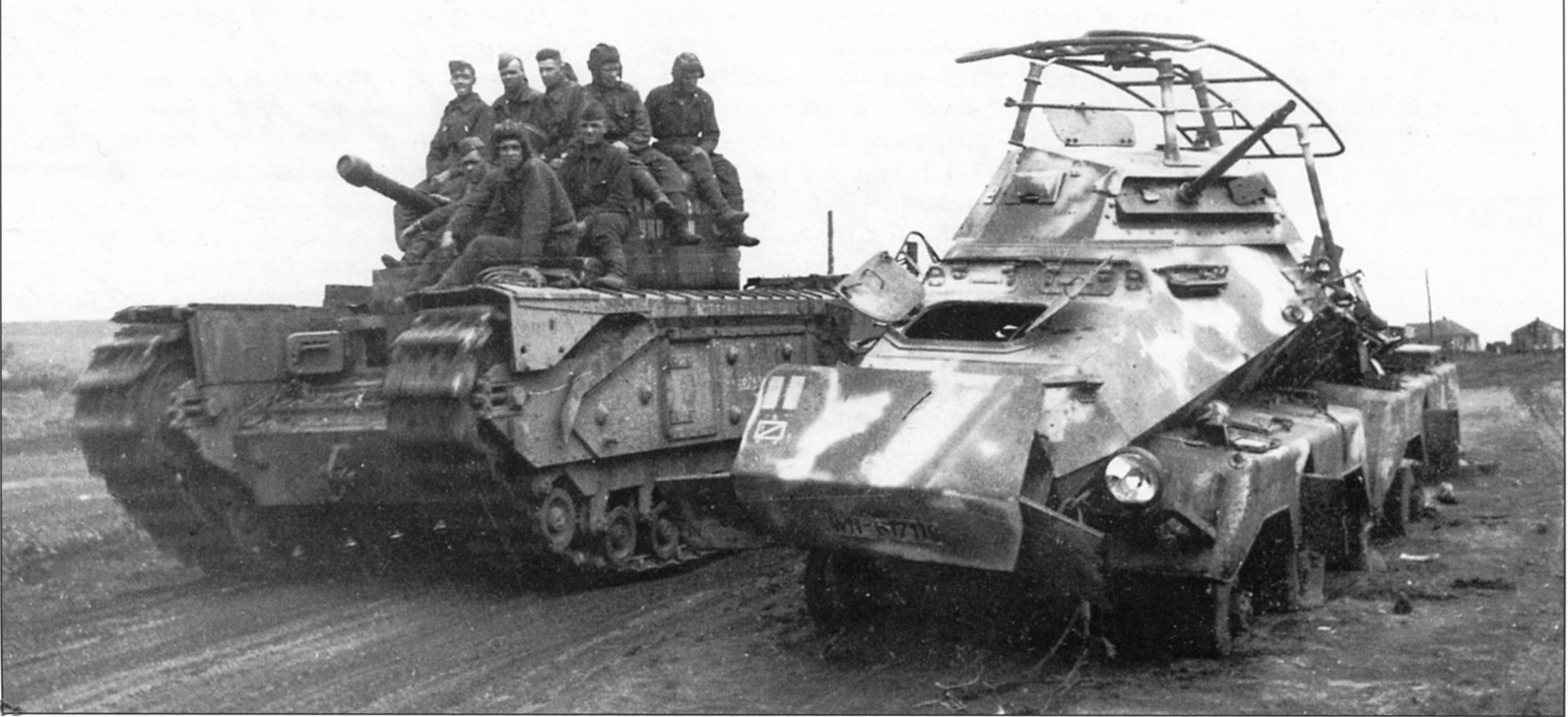
El 17 de julio, el ejército soviético lanzó un contraataque a gran escala en el sur. La imagen muestra un tanque soviético "Churchill" pasando junto a un vehículo blindado alemán SdKfz 232 destruido durante la ofensiva.

El 17 de julio, el "Frente Sudoeste" y el " Frente Sur " los soviéticos cruzaron los ríos Mius y Donets y lanzaron una ofensiva a gran escala en el flanco sur del Grupo de Ejércitos Sur. Sin embargo, el ejército alemán sólo contaba con el 6.º Ejército reconstruido para su defensa y. el 1.er Cuerpo Panzer.Por lo tanto, antes del mediodía del 17 de julio, se ordenó que terminara la "Operación Roland" y el 2.º Cuerpo Panzer de las SS comenzó una retirada integral desde Prokhorovka a Belgorod.El 4.º Cuerpo Panzer y el "Destacamento Kempf" ya habían hecho los preparativos para la retirada, que comenzó la tarde del 16.Las unidades de la división "Leibstandarte" fueron redesplegadas apresuradamente a Italia.Las otras dos divisiones "Das Reich" y "Totenkopf" fueron trasladadas al sur para hacer frente a la nueva ofensiva soviética.

## Pérdidas

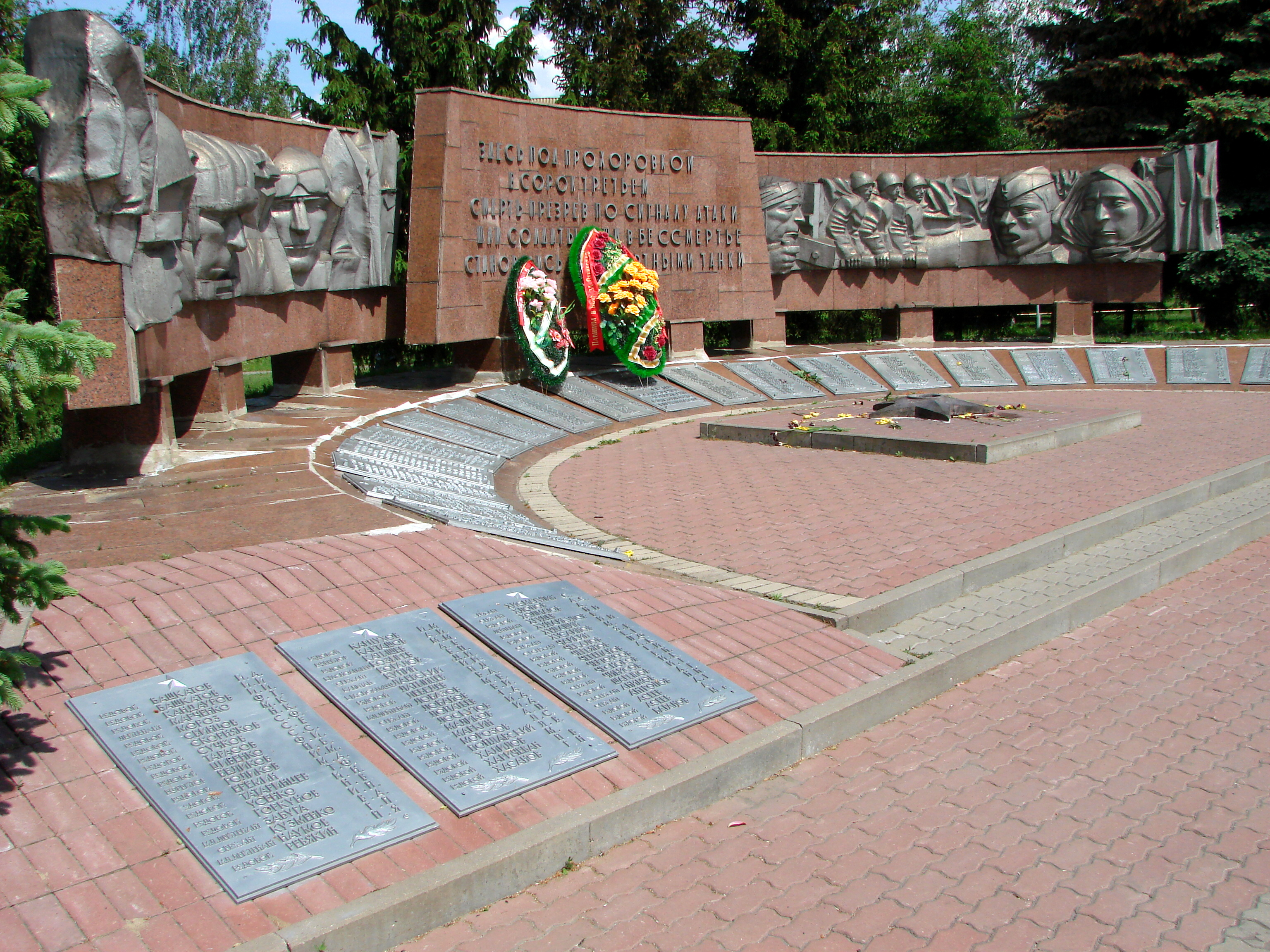
Monumento a la Guerra de la Llama Eterna - Prokhorovka.

Bergstrom cree que las pérdidas del Ejército Rojo fueron 5.500 soldados y las pérdidas de los nazis fueron 850 soldados de las SS, el 12 de Julio. Se desconoce el número de pérdidas de tanques, pero unos 300 tanques y vehículos blindados soviéticos y entre 70 y 80 tanques y vehículos blindados del 2.º Cuerpo de las SS fueron eliminados de la batalla durante el ataque nazi, y muchos documentos occidentales los consideran. Serán las pérdidas de ambos lados. Sin embargo, datos autorizados del Instituto Dupuy (EE. UU.) y de la empresa Rantek (Rusia) han demostrado que muchos investigadores cometen errores cuando se basan en la mayoría de los documentos nazis en los que sólo se informó sobre el 2.º Cuerpo de Tanques SS, pero olvidaron que participaron en esta batalla. También 1 división de tanques y 1 división mecanizada del 48.º Cuerpo de Tanques y 2 divisiones de tanques del 3.º Cuerpo de Tanques. El espacio donde tuvo lugar la batalla no solo se encontraba en la estrecha zona de la ciudad de Prokhorovka, sino que también cubría una gran área en el triángulo Prokhorovka - Vasilyevka - Storrozhevye.
El investigador británico Alexander Bevin cree que el ejército nazi perdió unos 300 tanques, mientras que el ejército soviético perdió más de 400 tanques.La opinión de Bevin cuenta con el apoyo de varios investigadores británicos y estadounidenses.Anteriormente, el lado soviético también anunció el número de pérdidas alemanas como 300 tanques y cañones autopropulsados, el lado soviético perdió alrededor de 450 vehículos blindados de todo tipo.En 2007, Rusia también informó pérdidas de unos 300 tanques a la Alemania nazi y unos 400 tanques a la Unión Soviética.Con los resultados más completos recopilados por el Instituto Dupuy (EE. UU.) en colaboración con Rantek (Rusia), el 4.º Ejército de Tanques (Alemania) perdió 310 tanques, menos que el lado soviético pero equivalente al 52,2% de los tanques y automotores. cañones propulsados al comienzo de la batalla; El 5.º Ejército de Tanques de la Guardia y sus dos unidades combinadas, el 2.º Cuerpo de Tanques y el 2.º Cuerpo de Tanques de la Guardia, perdieron 388 vehículos, pero antes del inicio de la batalla solo representaban el 44% del número total de tanques y cañones autopropulsados. Esta estadística es relativamente consistente con la admisión del teniente general de tanques soviético PA Rodmistrov en un informe del 14 de julio de que el 29.º Cuerpo de Tanques perdió el 60% de sus tanques, el 18.º Cuerpo de Tanques perdió el 30% de sus tanques. Las pérdidas del 5.º Cuerpo Mecanizado de Guardias fueron insignificantes.
Sin embargo, el número de tanques en el ejército soviético todavía era muy abundante debido a que recibió recursos adicionales inmediatamente después de la batalla, por lo que si el ejército alemán continuaba luchando en un estilo de 4 contra 5 como en la batalla de Prokhorovka, el Grupo eventualmente se reuniría. El Ejército del Sur (Alemania) se quedará sin tanques. Esto era tan obvio que el general de división Friedrich Wilhelm von Mellenthin, jefe del Estado Mayor de las fuerzas de tanques del Grupo de Ejércitos Sur, dijo que la batalla de Prokhorovka fue una derrota innecesaria para Alemania.La parte alemana no dio una cifra general de daños, pero admitió que el ataque había fracasado por completo. 
No sólo grandes pérdidas en tanques y soldados, el ejército nazi también sufrió pérdidas significativas en oficiales de alto rango. En la mañana del 13 de julio, mientras retiraba tropas, el teniente general Walther von Hünersdorff, comandante de la 6.ª División Panzer (Alemania), sufrió una herida leve en la cabeza provocada por una metralleta. Esa tarde, la 6.ª División Panzer fue nuevamente bombardeada por la fuerza aérea soviética y esta vez Walther von Hünersdorff siguió gravemente herido en la cabeza. Fue trasladado al hospital de Járkov para recibir tratamiento, pero no pudo recuperarse y murió el 17 de julio de1943.

## Resultados
La batalla de Prokhorovka puede considerarse una victoria táctica para los alemanes, pero no fue un éxito operativo. Los alemanes destruyeron una gran cantidad de tanques soviéticos y la fuerza de ataque del 5.º Cuerpo de Tanques de la Guardia se debilitó temporalmente. Sin embargo, los alemanes aún no pudieron capturar Prokhorovka o abrirse paso hacia áreas.Para el ejército soviético, el ataque blindado a gran escala del 12 de julio no logró destruir el 2.º Cuerpo Panzer SS ni obligarlo a pasar a la defensa, pero también dejó a las tropas alemanas extremadamente exhaustas y su ofensiva fue detenida.Ni el 5.º Cuerpo de Tanques de la Guardia soviético ni el 2.º Cuerpo Panzer SS alemán lograron sus respectivos objetivos en esta batalla [  Sin embargo, como el ejército alemán nunca pudo lograr un gran avance en Prokhorovka, con el fin de la "Operación Fortaleza", la iniciativa estratégica también pasó a manos del ejército y nunca volvió a cambiar de manos.
Por otro lado, el feroz e inesperado ataque de las fuertes unidades de reserva del Ejército Rojo, así como la detención del Noveno Ejército alemán en el flanco norte del arco de Kursk antes de la Operación Kutuzov, hicieron que Adolf Hitler suspendiera decisivamente toda la Operación Ciudadela. - a pesar de que esto le dio "un escalofrío en la garganta". Un ataque simultáneo del Ejército Rojo soviético contra el 6.º Ejército en el río Mius al sur de Járkov obligó a los nazis a retirar sus tropas.
Independientemente del resultado táctico, la batalla de Prokhorovka fue una verdadera victoria tanto a nivel de campaña como a nivel moral; Los alemanes pensaron que habían atravesado la línea del frente del Ejército Rojo y que sólo encontrarían pequeños focos de resistencia con unas pocas baterías de cañones antitanques, pero realmente sus oponentes eran un ejército de cientos de tanques y además cientos más los esperaban detrás.
Y también es obvio que la ventaja de Alemania en calidad, mando y soldados se perdió por completo después de la derrota en el arco de Kursk. Los comandantes del Ejército Rojo, con la invaluable experiencia que habían acumulado y con la confianza después de grandes éxitos, comenzaron a lanzar campañas ofensivas a gran escala para eliminar al enemigo del territorio de la Unión Soviética.Desde la batalla de Kursk, la iniciativa estratégica pasó a estar completamente en manos del Ejército Rojo soviético.